# Hjartdals kommun
Hjartdals kommun (norska: Hjartdal kommune) är en kommun i Telemark fylke i södra Norge. Kommunens centralort är Sauland.

## Administrativ historik
Hjartdals kommun bildades på 1830-talet samtidigt med flertalet andra norska kommuner. 1860 bildades Gransherads kommun genom att områden i Hjartdals och Tinns kommuner bröts ut och bildade en ny kommun. 1905 överfördes ett obebott område till Seljords kommun.

## Tätorter
I Hjartdals kommun finns inga tätorter.

## Socknar
Inom Norska kyrkan motsvaras Hjartdals kommun av Hjartdals socken i Øvre Telemarks prosteri i Agder og Telemarks stift.